# Jhalai
Jhalai fou un estat tributari protegit de la Rajputana, thikana o jagir tributari de Jaipur. El raja pertanyia a la branca Sangramsinghot del sub-clan Rajawat dels kachhwaha, branca menor de la casa reial de Jaipur.

## Llista de thakurs
- Rao Khusal Singh vers 1704
- Thakur BAHADUR Singh vers 1787
- Thakur BHOPAL Singh vers 1844 (va arribar a ser hereu presumpte de Jaipur per un temps breu)
- Thakur BHAWANI Singh ?-1876
- Thakur NAHAR Singh (germà) 1876-?
- Thakur GOVERDHAN Singh ?-després de 1937.
- Raja Saheb Jai Singh (adoptat, fill segon del maharajà de Jaipur)